# Neulewin
Neulewin è un comune di 928 abitanti del Brandeburgo, in Germania.

Appartiene al circondario del Märkisch-Oderland ed è amministrato dall'Amt Barnim-Oderbruch.

## Geografia antropica

### Suddivisioni amministrative
Il territorio comunale comprende 3 centri abitati (Ortsteil):
- Güstebieser Loose
- Neulewin
- Neulietzegöricke

### Esplicative
1. ↑  Letteralmente: «Lewin nuova», in contrapposizione alla vicina Altlewin – «Lewin vecchia».

### Bibliografiche
1. 1 2  Amt für Statistik Berlin-Brandenburg - Ente statistico Berlino-Brandeburgo
2. ↑  http://www.barnim-oderbruch.de/index.php?id=458